# Ignimbryt
Ignimbryt lub tuf spieczony – skała piroklastyczna będąca skałą osadową pochodzenia wulkanicznego, silnie porowata, należąca do grupy skał kwaśnych, o składzie chemicznym zbliżonym do ryolitu lub dacytu. Powstała podczas wybuchu wulkanu w wyniku wypadania materiałów piroklastycznych z chmur erupcyjnych i spojenia tego materiału upłynnionym, rozgrzanym popiołem wulkanicznym, przy udziale gorących par i gazów wulkanicznych.